# Värnamo Gummifabrik
Värnamo Gummifabrik var en svensk gummifabrik.
En gummifabrik med tillverkning i liten skala grundades i Värnamo 1920. Den köptes 1927 av Carl Gislow och moderniserades och byggdes ut, bland annat med hjälp av sonen Gösta Gislow. Värnamo Gummifabrik köptes 1937 av Monarks cykelfabriks ägare Birger Svensson för att säkerställa leverans av cykeldäck till Monarks cyklar. Fabrikslokalerna byggdes därefter ut från 8 000 till 18 000 kvadratmeter. Mellan 1944 och 1967 var Gösta Ödman (född 1902) disponent.
Värnamo Gummifabrik var på 1930-talet en ledande tillverkare av cykeldäck för den svenska marknaden, som mest gjordes omkring en miljon per år, motsvarande ungefär hälften av den svenska produktionen. Fabriken gjorde också stövlar, regnkappor, ishockeypuckar och gummiparkett. På 1970-talet blev företaget känt för sina tätningslister. Företaget hade som mest 900 anställda.
Företaget köptes av Trelleborg AB 1980. Större delen av tillverkningen flyttades 2000 till den 1963 uppförda Norregårdsfabriken. Tillverkningen lade helt  ned 2006.
Gummifabrikens lokaler har av Värnamo kommun byggts om till kontors-, skol- och kulturhuset "Gummifabriken". Fabrikens första del tillkom 1920 och den har sedan byggts ut i åtta omgångar till 1995. Kommunen övertog den 19 700 kvadratmeter stora byggnaden 2008.